# Hydrogénotrophe
Les hydrogénotrophes sont des organismes capables de métaboliser l'hydrogène moléculaire comme source d'énergie .
Un exemple d'hydrogénotrophie est réalisé par des organismes réducteurs de dioxyde de carbone  qui utilisent CO2 et H2 pour produire du méthane (CH4) par la réaction suivante :
CO2 + 4 H2 → CH4 + 2 H2O.
D'autres voies métaboliques hydrogénotrophes comprennent l'acétogenèse, la réduction du sulfate et d'autres bactéries oxydant l'hydrogène (en). Celles qui métabolisent le méthane sont appelés méthanogènes. Les hydrogénotrophes appartiennent à un groupe d'organismes appelés méthanogènes, des organismes qui effectuent des processus anaérobies responsables de la production de méthane par réduction du dioxyde de carbone. Les méthanogènes comprennent également un groupe d'organismes appelés méthylotrophe (en), des organismes qui peuvent utiliser des molécules à un seul carbone ou des molécules sans liaisons carbone-carbone.

## Informations d'arrière-plan
Les bactéries hydrogénotrophes ont été expérimentées pour la première fois par la NASA dans les années 1960 afin de trouver une source de nourriture reconstituable. Les bactéries hydrogénotrophes se sont avérées avoir une teneur élevée en protéines et en glucides et ont été un principe directeur dans le développement de méthodes agricoles durables[réf. nécessaire]. L'expérimentation a révélé que les bactéries hydrogénotrophes peuvent convertir le dioxyde de carbone en nourriture plus rapidement que les plantes, ce qui en fait une alternative efficace et durable à mettre en œuvre dans les régimes alimentaires riches en protéines à base de plantes, et en tant que substitut dans les produits qui utilisent des extraits de plantes et des huiles.
Les hydrogénotrophes se trouvent couramment dans l'intestin humain, avec d'autres bactéries fermentatives qui vivent en symbiose les unes avec les autres. On les trouve également dans les sols et dans les sédiments des écosystèmes d'eau douce et marins du monde entier.